# Valentina
Valentina és una novel·la escrita per Carles Soldevila publicada el 1933. Va guanyar el premi Crexells de narrativa el mateix any. Fou adaptada al teatre pel mateix autor, estrenada el 1934 al Coliseu Pompeia de Barcelona. Representada al Teatre Nacional de Catalunya durant la tardor del 2006 amb una adaptació de Jordi Galceran, sota la direcció de Toni Casares i amb l'actriu Alba Sanmartí amb el paper protagonista.
Valentina forma part d'una trilogia junt amb les obres Fanny i Eva. La novel·la explora la dinàmica d’una família peculiar formada per Clotilde, una vídua; la seva filla Valentina, que idolatra l’home a qui creu que és el seu pare; i Eusebi, l’amant de Clotilde i el pare biològic de la noia. Les relacions entre tots tres es deterioren quan Valentina descobreix que Eusebi és el seu pare i aquest decideix casar-se amb Clotilde. El conflicte arriba al seu punt màxim quan Valentina acaba assassinant el seu pare.
La novel·la està narrada en tercera persona, però també hi destaca el monòleg interior i el diàleg.